# آپارتاید اسرائیلی

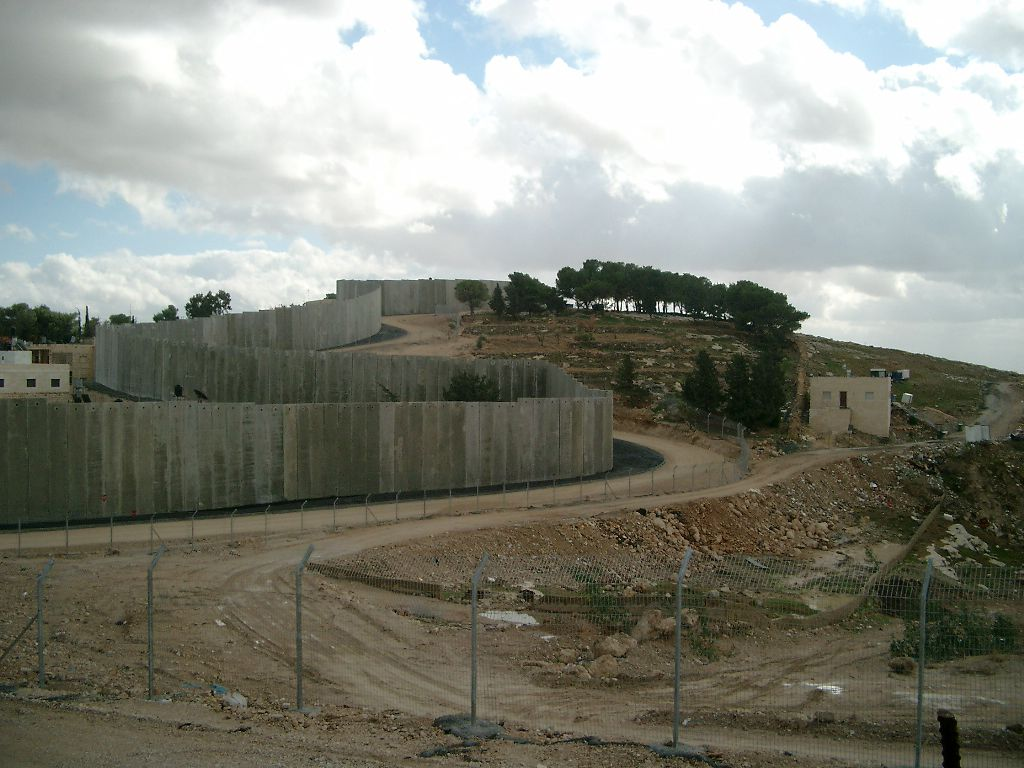
دیوار کرانه باختری. این دیوار از سوی منتقدان سیاست‌های اسرائیل «دیوار آپارتاید» نامیده شده است.

آپارتاید اسرائیلی یک نظام نهادینه جداسازی و تبعیض نژادی در سرزمین‌های فلسطینی اشغال‌شده توسط اسرائیل و به درجه کمتری در خود اسرائیل است. مشخصه این نظام جداسازی فیزیکی تقریباً کامل مابین فلسطینیان و جمعیت شهرک‌نشین اسرائیلی کرانه باختری، و نیز جدایی قضایی‌ای است که بر هر دو جامعه حاکم است، که علیه فلسطینیان از راه‌های گسترده تبعیض برقرار می‌کند. اسرائیل همچنین علیه پناهندگان فلسطینی و فلسطینی‌های خارج از کشور و علیه شهروندان عرب خود تبعیض برقرار می‌کند.

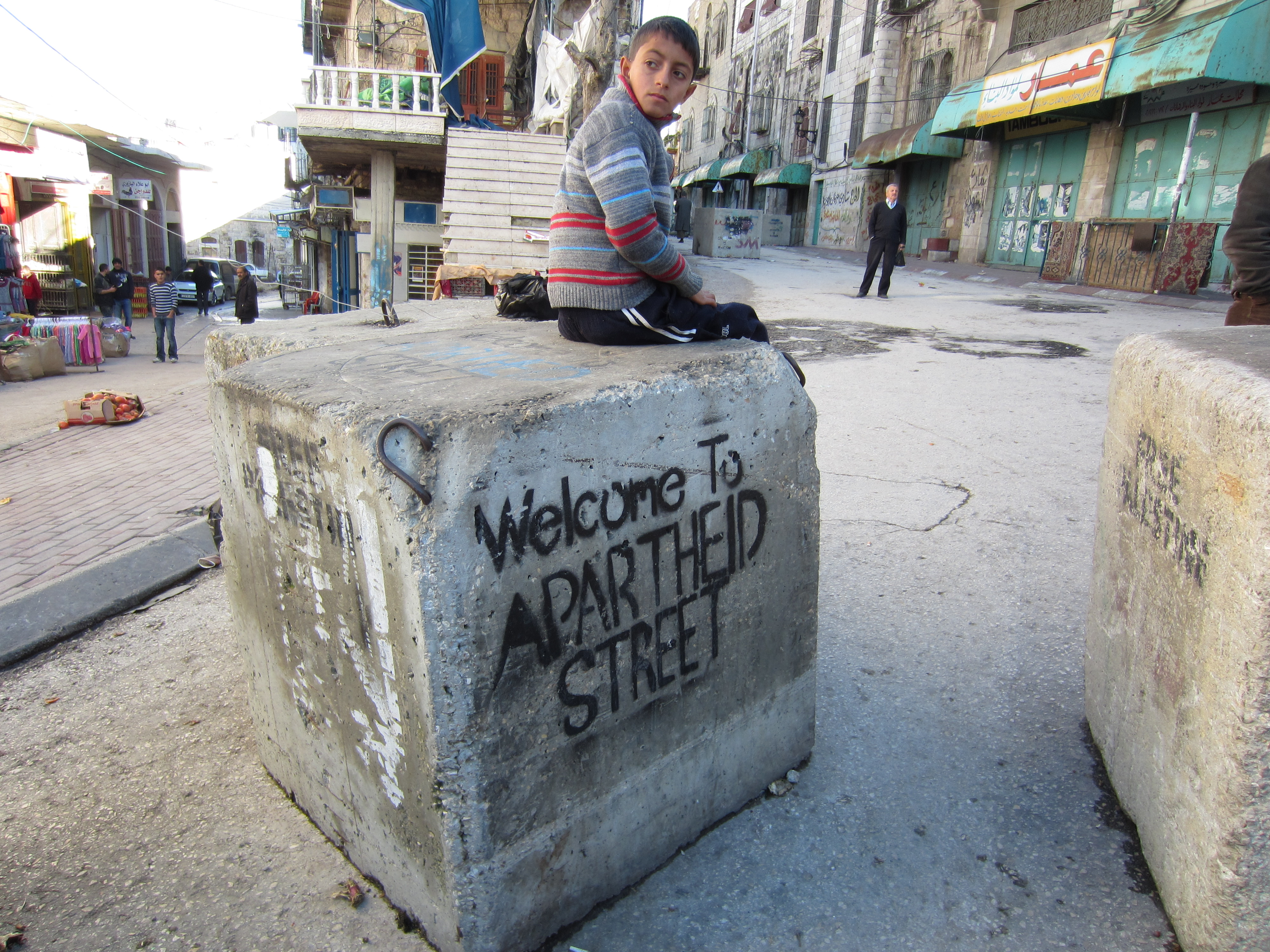
یک کودک فلسطینی نشسته بر یک مانع جاده ای در خیابان الشهدا در شهر قدیم الخلیل در کرانه باختری در اشغال اسرائیل. فلسطینیان به این خیابان به این دلیل که به تردد فلسطینیان بسته است و تنها به روی شهرک نشین‌های اسرائیلی و گردشگران باز است، لقب خیابان آپارتاید داده‌اند.

از زمان جنگ ۱۹۴۸ فلسطین، اسرائیل یک رژیم سلطه نژادی و ستم بر مردم فلسطین را عمدتاً در حوزه ملیت و سرزمین ایجاد کرد. بلافاصله پس از نکبه، اسرائیل مجموعه ای از قوانین، سیاست ها و اقداماتی را اتخاذ کرد که بر خلع ید از مردم بومی فلسطین مهر زد و به طور سیستماتیک بازگشت آوارگان فلسطینی و سایر فلسطینی هایی را که در زمان جنگ در خارج از کشور بودند، انکار کرد در همان زمان، اسرائیل یک سیستم تبعیض نژادی نهادینه شده را بر فلسطینیانی که در این سرزمین باقی مانده بودند، که بسیاری از آنها در داخل آواره شده بودند، تحمیل کرد. چنین قوانین اسرائیل ساختار قانونی آپارتاید اسرائیل را تشکیل می دهد که امروزه همچنان بر مردم فلسطین تحمیل می شود. و از زمان جنگ شش‌روزه ۱۹۶۷, اسرائیل کرانه باختری و نوار غزه را اشغال کرده، که اکنون طولانی‌ترین اشغال نظامی در تاریخ مدرن است، و در تخلف از حقوق بین‌الملل شهرک‌های بزرگی در آن ساخته که جوامع فلسطینی را از یکدیگر جدا می‌کند و جلوی تأسیس یک دولت فلسطینی را می‌گیرد. این شهرک‌ها اکثراً محصور به دیوار حایل اسرائیل در کرانه باختری هستند، که تعمداً جمعیت‌های اسرائیلی و فلسطینی را از هم جدا می‌کند، سیاستی که هفرادا خوانده می‌شود. با این که شهرک نشینان یهودی تابع قوانین مدنی اسرائیل اند، جمعیت فلسطینی تابع قوانین نظامی اند. همچنین شهرک نشینان به جاده‌های مجزایی دسترسی دارند و به ضرر ساکنین فلسطینی از منابع طبیعی منطقه استفاده می‌کنند.
مقایسه رفتار دولت اسرائیل با فلسطینیان، با سیستم آپارتاید، همانند رفتار آفریقای جنوبی با غیر سفیدپوستها در دوره آپارتاید از میانه دهه ۱۹۹۰ و اوایل دهه ۲۰۰۰ شروع شد. جان دوگارد گزارشگر ویژه سازمان ملل متحد، گزارش کرده است که یک سیستم کنترلی شامل جاده‌های جداگانه، تبعیض در زیرساختها، حقوق قانونی، و دسترسی به زمین و منابع بین شهروندان فلسطینی و اسرائیلی در مناطق اشغال شده اسرائیلی، با رژیم آپارتاید متفاوت است، ولی با جنبه‌هایی از آن مشابهتهایی دارد. در واقع آپارتاید اسرائیلی از طریق یک سری اقدامات غیرانسانی طولانی مدت توسط ارتش اسرائیل علیه فلسطینی ها که جزء لاینفک اشغال بوده است، محقق شده است. قتل‌های خودسرانه و فراقانونی، شکنجه، محرومیت از حقوق اساسی، نرخ افتضاح مرگ و میر کودکان، مجازات دسته جمعی، سیستم دادگاه نظامی توهین‌آمیز، دوره‌های خشونت شدید نظامی اسرائیل در غزه و تخریب خانه‌ها... که البته شخصیت های برجسته بین المللی - از جمله بان کی مون دبیر کل سابق سازمان ملل، اسقف اعظم دزموند توتو، نالدی پاندور وزیر امور خارجه آفریقای جنوبی و مایکل بن ییر دادستان کل سابق اسرائیل - همگی این را آپارتاید خوانده اند.
طبق بیانیه سازمان عفو بین‌الملل اسرائیل به یک سیستم آپارتاید مانند شده و رفتار او با فلسطینیان جنایت جنگی شمرده شده در بیانیه این سازمان آمده است: «عفو بین‌الملل معتقد است که دولت اسرائیل، با فلسطینیان به مثابه یک گروه نژادی پست غیریهودی رفتار می‌کند» در این گزارش آمده است: «اسرائیل از زمان تأسیس خود در سال ۱۹۴۸، سیاست صریح ایجاد و حفظ هژمونی جمعیتی یهودیان و به حداکثر رساندن کنترل خود بر زمین را به نفع اسرائیلیان یهودی، دنبال کرده است.سازمان عفو بین الملل اسرائیل را به اجرای آپارتاید علیه فلسطینی‌ها در سرتاسر قلمرو خود - هم در کرانه باختری و غزه و هم در خط سبز علیه شهروندان عرب اسرائیل متهم می‌کند. قصد حفظ کنترل یک گروه نژادی بر گروه دیگر، سرکوب سیستماتیک گروه و اعمال غیر انسانی. اسرائیل حتی پیش از انتشار رسمی این گزارش، آن را «نادرست و مغرضانه» خواند. و سازمان را تهدید به عدم انتشار آن کرده بود.
در سال 2018، اسرائیل قانون اساسی، ملت-دولت مردم یهود را تصویب کرد که در مبانی قانونی قانون اساسی اسرائیل، سلطه و ظلم نهادینه شده آن بر مردم فلسطین را تثبیت می کند. قانون اساسی ملت-دولت یهود می گوید: «استفاده از حق تعیین سرنوشت ملی در کشور اسرائیل منحصر به قوم یهود است». همچنین «شهرک‌های یهودی‌نشین را به‌عنوان یک ارزش ملی» تعیین می‌کند و به گسترش شهرک‌های غیرقانونی اسرائیل در سرزمین‌های اشغالی فلسطین الزام میبخشد. این قانون - که به طور گسترده توسط فلسطینیان و یهودیان لیبرال اسرائیل به عنوان غیردموکراتیک مورد انتقاد قرار گرفت - به صراحت اعلام کرد که حق تعیین سرنوشت ملی در کشور اسرائیل منحصر به مردم یهودی است. و فلسطینی ها شهروندان درجه دوم هستند.علاوه بر این، این قانون می گوید که «دولت سکونتگاه یهودی را به عنوان یک ارزش ملی می بیند و برای تشویق و ارتقای تأسیس و توسعه آن تلاش خواهد کرد»، در حالی که زبان عربی را از تعیین آن به عنوان زبان رسمی تنزل می دهد. این اصول همچنین به عنوان رفتار قانونی با شهروندان فلسطینی متفاوت از همتایان یهودی آنها تفسیر شد.
برخی مفسرین اسرائیلی و مدافعان حقوق فلسطینیان، این مشابهت را به شهروندان عرب اسرائیل گسترش می‌دهند، و وضعیت شهروندی آنان را درجه دوم توصیف می‌کنند.
مخالفان مشابهت، شهروندان عرب اسراییل را شهروندانی دارای حقوق برابر با دیگر شهروندان اسرائیلی می‌دانند. آنها بدین نکته اشاره می‌کنند که قانون اسرائیل به‌طور مشخص برابری کامل سیاسی و اجتماعی همه شهروندان اسرائیل، بی‌توجه به نژاد، عقیده و جنسیت، را تضمین کرده است.
آنها همچنین استدلال می‌کنند که رفتار اسرائیل با فلسطینیان در اراضی اشغالی به دلیل ملاحظات امنیتی است، نه به دلیل نژادپرستی ضد عربی، و این واقعیت که فلسطینیان هرگز شهروند اسراییل نبوده‌اند و بنابراین از حقوق اسرائیلی برخوردار نیستند. آنها می‌گویند که مقایسه ناشی از یک معیار دوگانه است که به اسرائیل و نه به کشورهای عرب همسایه اعمال شده است. آنها همچنین خاطرنشان می‌کنند که اسراییل کرانه غربی و نوار غزه را نه قسمتی از اسراییل، بلکه مناطقی می‌داند که آینده آنها باید تعیین شود. وضعیت به آلمان و ژاپن پس از جنگ جهانی دوم مانند شده است. (در شرق بیت‌المقدس و بلندی‌های جولان، که به‌طور یکجانبه توسط اسراییل ضمیمه شده‌اند، همه شهروندان شهروندی کامل دریافت کرده‌اند. ضمیمه شدن این مناطق به اسراییل به‌طور بین‌المللی به رسمیت شناخته نشده است)

## نوار غزه و کرانه باختری

### مقایسه هفرادا-آپارتاید
هفرادا (عبری: הפרדה‎ به معنای لفظی "جدایی") لفظ رسمی حکومت اسرائیل برای سیاست جداسازی جمعیت فلسطینی در سرزمین‌های فلسطینی از جمعیت اسرائیلی است. در اسرائیل، این لفظ در اشاره به سیاست کلی ای که حکومت اسرائیل برای مردم فلسطینی در کرانه باختری و نوار غزه اتخاذ و پیاده‌سازی کرده مورد استفاده قرار می‌گیرد. این واژه از سوی دانشوران و مفسران با «آپارتاید» مقایسه شده، و برخی مدعی اند هافرادا معادل آپارتاید است.

### دسترسی به آب
بانک جهانی در سال ۲۰۰۹ دریافت که به شهرک‌های اسرائیلی در کرانه باختری (که ۱۵٪ از جمعیت کرانه باختری را تشکیل می‌دهند) دسترسی به ۸۰٪ از منابع آب شیرین آن داده شده است، با این که پیمان‌های اسلو خواهان مدیریت «مشترک» این منابع شده بود. این وضعیت بنا به گفته این بانک «کمبودهای واقعی آب» برای فلسطینیان ایجاد کرده. در ژانویه ۲۰۱۲, کمیته روابط خارجی مجلس فرانسه گزارشی منتشر کرد که سیاست‌های آبی اسرائیل در کرانه باختری را «سلاحی در خدمت آپارتاید نوین» خواند. این گزارش ذکر کرد که «برخلاف قانون بین‌المللی» ۴۵۰٬۰۰۰ شهرک نشین اسرائیلی بیشتر از ۲٫۳ میلیون فلسطینی آب مصرف کرده‌اند، فلسطینیان اجازه ندارند از آبخوان‌های زیرزمینی استفاده کنند، و این که اسرائیل عامدانه چاه‌ها، مخازن آب و تصفیه خانه‌ها را تخریب می‌کند. ییگال پالمور سخنگوی وزارت امور خارجه اسرائیل گزارش را «مملو از زبان پروپاگاندای شریرانه، و به دور از هر نقد حرفه ای خواند که بشود با آن هوشمندانه استدلال کرد.» گزارشی از مرکز مطالعات استراتژیک بگین-سادات نتیجه گرفت که اسرائیل توافقاتی که با فلسطینیان کرده را اجرا کرده، و نویسنده آن بیان داشت که وضعیت «درست متضاد آپارتاید» است چرا که اسرائیل زیرساخت آب در اختیار بیش از ۷۰۰ روستای فلسطینی گذاشته است. انجمن حقوق بشر در اسرائیل در سال ۲۰۰۸ نتیجه گرفت که یک شبکه جاده ای جداسازی شده در کرانه باختری، توسعه شهرک‌های یهودی، محدودسازی رشد شهرهای فلسطینی و اعطای تبعیض آمیز خدمات، بودجه‌ها و دسترسی به منابع طبیعی «نقض فاحش اصل برابری و از بسیاری نظرها یادآور رژیم آپارتاید در آفریقای جنوبی است.» این گروه از آنجا که به گفته سخنگویش «چیزها دارند بدتر می‌شوند نه بهتر» اکراه پیشین خود برای استفاده از مقایسه با آفریقای جنوبی را کنار گذاشت.

## خود اسرائیل (داخل اسرائیل)
هریبرت ادم و کوگیلا مودلی در سال ۲۰۰۶ نوشتند که فلسطینیان اسرائیلی به دلیل ممنوعیت‌های قانونی بر دسترسی به زمین، و نیز تخصیص نابرابر موقعیت‌های خدمات مدنی و هزینه کرد سرانه در تحصیلات بین «شهروندان مسلط و اقلیت» «به وضعیت شهروند درجه دوم محدود شده‌اند در حالی که گروه قومی دیگری قدرت دولتی را در انحصار دارد.».

### زمین
به‌طور پیوسته حقوق اجاره و خرید زمین‌هایی که سابقاً محدود به متقاضیان یهودی بود، نظیر زمین‌های در مالکیت صندوق ملی یهودی یا آژانس یهود، در حال گسترش به عرب‌های اسرائیلی است. این گروه‌ها که در جریان دوره عثمانی برای کمک به برساختن یک جامعه یهودی قابل دوام در فلسطین عثمانی تأسیس شدند، زمین‌هایی از جمله صحراهای بایر و باتلاق‌ها را خریداری کردند، که قابل تملک، اجاره دادن به یهودیان و زرع توسط آنان بود و بدین ترتیب مهاجرت یهودیان را تشویق می‌کرد. پس از تأسیس دولت اسرائیل، اداره سزمین‌های اسرائیل بر اداره این املاک نظارت کرد. در ۸ مارس ۲۰۰۰، دیوان عالی اسرائیل حکم کرد که عرب‌های اسرائیل از حق برابر برای خریداری اجاره بلند مدت این زمین‌ها، حتی در جوامع و روستاهای پیشتر منحصراً یهودی برخوردارند. این دیوان حکم کرد که حکومت نباید چنین زمین‌هایی را بر اساس دین یا قومیت تخصیص دهد یا شهروندان عرب را از زندگی در هر جایی که بخواهند بازدارد: قاضی ارشد آهاراون باراک نوشت «اصل برابری دولت را از تمایز بین شهروندانش بر پایه دین یا ملیت بازمی‌دارد. این اصل هم چنین به تخصیص زمین‌های دولتی اعمال می‌شود، خصوصیت یهودی دولت به اسرائیل اجازه نمی‌دهد بین شهروندانش تبعیض برقرار کند»

## استفاده از مقایسه با آپارتاید
ایده آپارتاید اسرائیلی در سالهای اول دهه ۱۹۹۰ و در پایان حکومت سفیدپوست آفریقای جنوبی ظهور کرد، هنگامی که فلسطینیان مخالف رژیم آفریقای جنوبی بین آن و اسرائیل پیوندهایی برقرار کردند. مقایسه‌هایی بین سیاستهای اسرائیل و آپارتاید از سوی افراد و گروه‌ها انجام شده، از قبیل:
- سید ابراهیم رئیسی، نهمین رئیس‌جمهور ایران[۵۰][۵۱]
- حسن روحانی، هشتمین رئیس‌جمهور ایران[۵۲][۵۳]
- اسقف اعظم دزموند توتو، و دیگر رهبران ضد آپارتاید آفریقای جنوبی[۵۴]
- جیمی کارتر، رئیس‌جمهور سابق آمریکا[۵۵]
- زیبگنیف برژینسکی، مشاور امنیت ملی سابق کاخ سفید
- میگل دسکتو بروکمن رئیس مجمع عمومی سازمان ملل متحد[۵۶]
- روزنامه نگاران اسراییلی[۵۷][۵۸][۵۹]
- ایلان پاپه، مورخ انگلیسی-اسرائیلی[۶۰]
- میشل بن یئیر، دادستان کل اسرائیل[۵۷]
- دولت سوریه
- جان کری، وزیر امور خارجه آمریکا[۶۱]
- دیوید گریبر، انسان‌شناس یهودی‌تبار آمریکایی[۶۲]
- میک والاس، عضو پارلمان اروپا[۶۳]